# Fördestraße 1

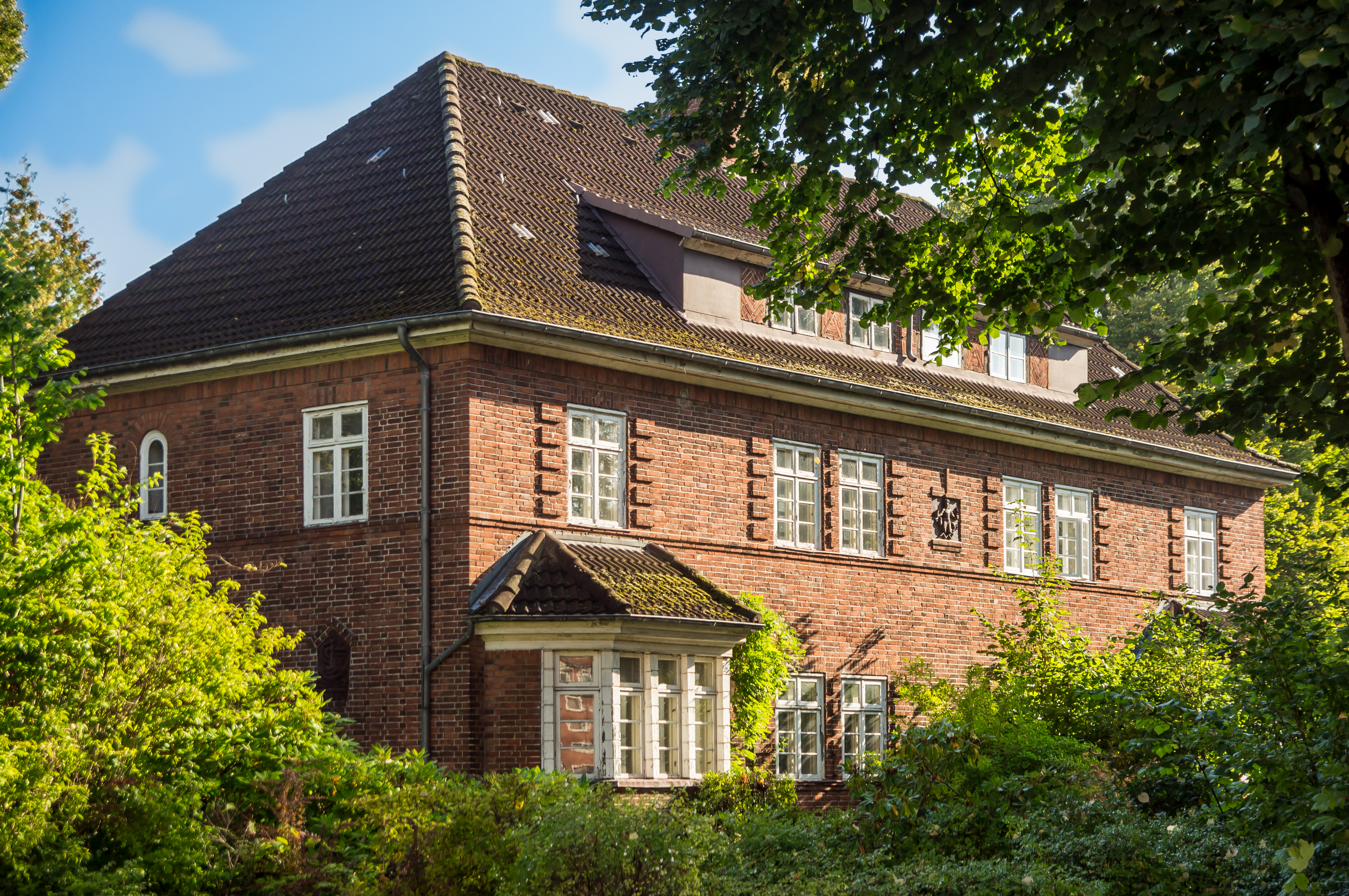
Das Doppelhaus im September 2013

Das Haus Fördestraße 1 ist ein Wohnhaus aus den 1920er Jahren, am Rande des Stützpunktes Flensburg-Mürwik, das den Anfang der Fördestraße markiert und eines der Kulturdenkmale Flensburg-Mürwiks darstellt. Das Haus besitzt neben der Adresse in der Fördestraße noch die Adresse Kelmstraße 2.

## Hintergrund
In Jahren 1925 bis 1928 entstanden für Offiziere und Unteroffiziere bei der Kelmstraße und dem Parkhof Wohngebäude. 
Das backsteinerne Wohnhaus Fördestraße 1 wurde 1926/27 als Teil der dortigen Marinesiedlung (Flensburg-Mürwik) von der Gemeinnützigen Gesellschaft mbH zur Schaffung von Wohngelegenheiten für Reichsangehörige in Berlin errichtet. Das Haus wurde unter der Bauleitung von Karl Frehse errichtet.
Es trug zunächst die Adresse Twedterholz 1, 
denn die damalige Kaiser-Wilhelm-Straße
(die heutige Mürwiker Straße)
ging hier in die Straße Twedterholz über. An dieser Stelle zweigt auch die Kelmstraße – 1911 benannt nach Adalbert Kelm, dem Architekten der benachbarten Marineschule Mürwik – nach Norden ab, an welcher das Doppelhaus ebenfalls liegt. 
1961 wurde Twedterholz in Fördestraße umbenannt, sodass das Eckhaus seitdem die Adresse Fördestraße 1 und zugleich Kelmstraße 2 trägt.
An der Spitze des Eckgrundstückes zwischen Mürwiker Straße und Kelmstraße wurde möglicherweise in der NS-Zeit ein Splittersicherer Erdschutzraum geschaffen, der aber zumindest später als Toilette diente. Eine ursprüngliche Nutzung als Erdschutzraum ist strittig. Dahinter befindet sich eine kleine öffentliche Grünanlage mit einigen hohen Bäumen, erst danach folgt auf dem Eckgrundstück der dem Haus zugehörige Garten.

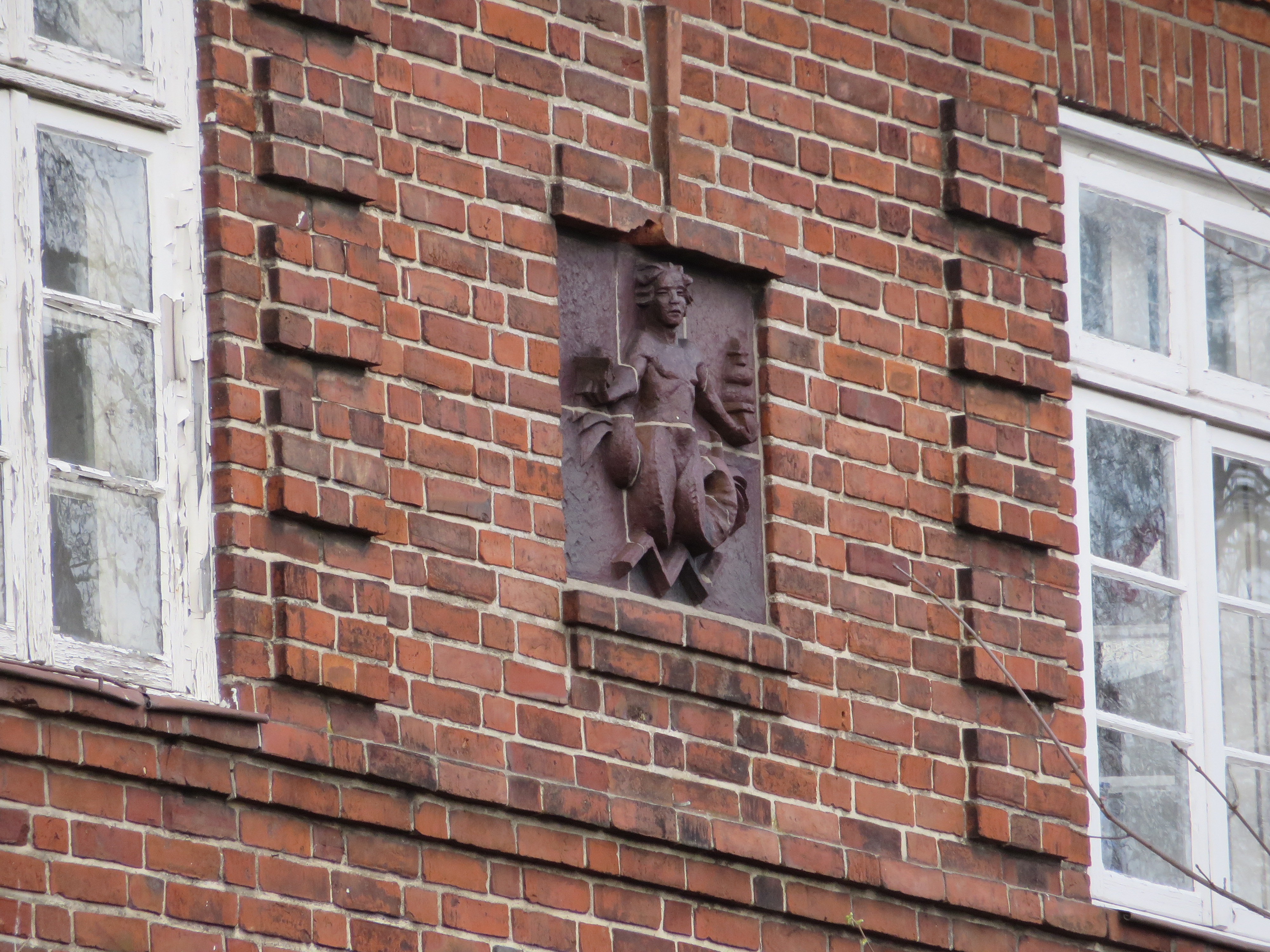
Relief am Haus

Auf den Giebelseiten des Hauses sind Terrakottaplatten mit Ankerreliefs und der Jahreszahl 1926 ins Mauerwerk eingelassen. Nach vorne zur Fördestraße hin befindet sich eine weitere Keramikplatte auf der eine Gestalt abgebildet ist, möglicherweise eine Meerjungfrau. Die Keramikreliefs stammen vom Bildhauer Fritz Theilmann, der auch das in der Swinemünder Straße 8 beim Parkhof sowie die restlichen im Parkhof geschaffen hat.